# لورا غيمسر
لوريت مارسيا لورا غيمسر (بالهولندية: Laura Gemser)، هي ممثلة إندونيسية المولد والأصل وهولندية الجنسية ولدت في يوم 5 أكتوبر 1950 في مدينة سورابايا في إندونيسيا.

## روابط خارجية
- لاورا غيمسر على موقع IMDb (الإنجليزية)
- لاورا غيمسر على موقع روتن توميتوز (الإنجليزية)
- لاورا غيمسر على موقع ألو سيني (الفرنسية)
- لاورا غيمسر على موقع ميوزك برينز (الإنجليزية)
- لاورا غيمسر على موقع أول موفي (الإنجليزية)
- لاورا غيمسر على موقع قاعدة بيانات الأفلام السويدية (السويدية)
- لاورا غيمسر على موقع ديسكوغز (الإنجليزية)
- لاورا غيمسر على موقع قاعدة بيانات الفيلم (الإنجليزية)
- لاورا غيمسر على موقع كينوبويسك (الروسية)